# Stara Zagora
Stara Zagora (in bulgaro Стара Загора?, "vecchia città dietro la montagna") è una città della Bulgaria di 136 807 abitanti, capoluogo della regione omonima. Sorge a circa 230 km dalla capitale Sofia e occupa un territorio di 1019,4 km, parte della montagna Sredna Gora e parte della valle di Gorna Trakia.
Il grande numero di nomi che la città ha avuto nei secoli è testimonianza della sua lunga storia di oltre 2 300 anni: Vereia, Beroe, Augusta Traiana, Železnik, Eski Zara.
Situata nel centro della Bulgaria, nella cosiddetta "Valle delle rose", si caratterizza per la particolare pianta urbanistica, ideata dall'architetto jugoslavo Lubor Bayer: nella città le vie sono dritte e non esistono curve.
È chiamata "la città dei tigli e dei poeti" ed è la sesta della Bulgaria per popolazione.

## Storia
Stara Zagora è una delle città più antiche d'Europa. Già nel 7-6 secolo a.C. sorsero i primi centri abitati, legati all'agricoltura e all'allevamento di bestiame.
L'attività prevalente di Beroe, antico insediamento dei Traci (IV-V secolo a.C.) era l'estrazione di rame e stagno. L'agricoltura si avvantaggiava del microclima favorevole della città. I Romani ingrandirono l'insediamento trasformandolo nella piazzaforte di Augusta Traiana, importante crocevia dei commerci fra Europa centrale e Asia minore. La città era abitata soprattutto da traci e greci.
Dal VI secolo la città fu chiamata Vereja e, dal 784, Irenopolis in onore dell'imperatrice bizantina Irene d'Atene. Nel medioevo venne chiamata Boruj dai bulgari e, in seguito, Železnik. I turchi la chiamarono Eski Hisar (vecchia fortezza) ed Eski Zagra, da cui deriva il nome attuale, assegnatole nel 1871.
All'epoca dell'impero ottomano la città era celebre per la lavorazione della seta, della pelle e del rame; sotto la dominazione ottomana vi furono erette molte moschee. Durante le guerre russo-turche la città subì ripetuti danneggiamenti fino ad essere quasi rasa al suolo.
Dopo la liberazione (1878) fu ricostruita e ampliata con un sistema di viali paralleli e perpendicolari progettato dall'architetto Lubor Bayer. Attualmente la periferia della città è dominata da quartieri dormitorio e impianti ed edifici industriali abbandonati.

## Monumenti e luoghi d'interesse
- Tomba reale di Šipka
- Museo Archeologico, nel quartiere di Boyana

## Amministrazione

### Gemellaggi
- Samara

## Sport

### Calcio
Le principali squadre della città sono il Beroe e il Vereja.